# 遠藤徹 (音楽学者)
遠藤徹（えんどう とおる、1966年- ）は、日本の雅楽研究者、東京学芸大学教授。

## 人物・来歴
1989年京都大学文学部卒業。97年東京芸術大学大学院音楽研究科博士課程単位取得満期退学。2003年「平安朝唐楽の調子構造の研究」で東京芸大・博士（音楽）。1998年東京学芸大学専任講師、助教授、2007年准教授をへて、教授。

## 著書
- 『平安朝の雅楽 古楽譜による唐楽曲の楽理的研究』東京堂出版, 2005.2
- 『雅楽を知る事典』東京堂出版, 2013.3

### 共著編
- 『図説雅楽入門事典』芝祐靖監修,笹本武志,宮丸直子共著. 柏書房, 2006.9
- 『天野社舞楽曼荼羅供 描かれた高野山鎮守社丹生都比売神社遷宮の法楽』編. 岩田書院, 2011.2
- 『美しき雅楽装束の世界』青木信二 撮影. 淡交社, 2017.6